# فینال جام حذفی فوتبال انگلستان ۱۹۱۴
فینال جام حذفی فوتبال انگلستان ۱۹۱۴، رقابت پایانی جام حذفی فوتبال انگلستان در سال ۱۹۱۴ میلادی است که مابین دو تیم باشگاه فوتبال بارنلی و باشگاه فوتبال لیورپول در کریستال پالاس لندن برگزار شده است.
این مسابقه که در تاریخ ۲۵ آوریل ۱۹۱۴ انجام شده است با نتیجه ۱ بر ۰ به سود تیم باشگاه فوتبال بارنلی به پایان رسید.